# ريجينا بنجامين
ريجينا مارسيا بنجامين (بالإنجليزية: Regina Benjamin)‏ (مواليد 26 أكتوبر 1956)، طبيبة أمريكية ونائب سابق للأدميرال في خدمات الصحة العامة وقوات المشاة الأمريكية، والتي خدمت كالجنرال الجراح الثامن عشر للولايات المتحدة.  سابقاً، قامت ريجينا بإدارة مستشفى خيرية في بايو  لاباتري بألاباما، كما تولت منصبا في مجلس الأمناء بكلية طب مورهاوس.

## النشأة والتعليم
ولدت ريجينا في موبيل، ألاباما في 26 تشرين الأول، 1956. تخرجت من مدرسة فيرهوب الثانوية في فيرهوب، ألاباما، ثم التحقت بالجامعة في جامعة لويزيانا في نيو أورلينز،  حيث بدأت فصل جاما ألفا ودلتا من نادي سيغما ثيتا النسائي. وهي أيضا أحد أعضاء الدفعة الثانية من الخريجين من كلية طب مورهاوس. حصلت على درجة دكتوراه في الطب من جامعة ألاباما في برمنغهام وأكملت اقامتها في تدريب عائلي بالمركز الطبي في وسط جورجيا. عن تجربتها كأول فرد في عائلتها يرتاد كلية الطب، قالت «لم أرى أي طبيب أسود طوال حياتي إلى أن ذهبت إلى الجامعة.» بعد التحاقها ببرنامج  مزاولة الطب في بايو لاباتر، ألاباما، عملت ريجينا لعدة سنوات في غرف الطوارئ والتمريض لكي توفر دعماً ماليا للمهمة. بعد حصولها على شهادة الماجستير في إدارة الأعمال من كلية فريمان لإدارة الأعمال في جامعة تولين، حولت مكتبها الذي إلى عيادة صحية ريفية.

## الحياة المهنية
ريجينا هي المدير السابق للمجمعات الصحية في المناطق الريفية في كلية طب جامعة جنوب ألاباما، حيث أدارت برنامج AHEC الصحي في ألاباما والذي كانت تتولى إدارة برنامج التواصل الطبي الخاص به. شغلت منصب رئيس الرابطة الطبية في ولاية ألاباما (ماسا) عام 2002. وفي عام 1995، تم انتخابها لرئاسة مجلس أمناء الرابطة الطبية الأمريكية، مما يجعلها على حد سواء الطبيب الأول تحت سن 40 وأول امرأة من أصل أفريقي تنتخب لهذا المنصب. كانت أيضا عضوا في مجلس أمناء جامعة A & M بفلوريدا بتزكية من  قبل حاكم ولاية فلوريدا جيب بوش. من عام 2008 إلى عام 2009، شغلت منصب رئيس مجلس أمناء اتحاد المجالس الطبية بالدولة، وهي مؤسسة وطنية غير ربحية تمثل 70 جهة طبية وعلاجية بالولايات المتحدة والأقاليم التابعة لها.
ريجينا هي طبيبة معتمدة من منظمة طب الأسرة بالولايات المتحدة وزميل الأكاديمية الأمريكية لأطباء الأسرة. حاصلة على زمالة كيلوج الوطنية وأيضا روكفلر قائد الجيل التالي. وقد خدمت في المستشفيات واللجان الطبية بما في ذلك لجنة كايزر الطبية لمساعدة المحتاجين وغير المؤمن عليهم، كاثوليك هيلث ايست، الرابطة الطبية في ولاية ألاباما، مجلس الأطباء الاستشاريين بألاباما، لجنة الصحة العامة بألباما، المجتمع الطبي بأقليم موبيل، الجمعيات الصحية بريف ألاباما، قيادة ألاباما، الصليب الأحمر بأقليم موبيل، ميرسي ميديكال، الغرفة التجارية في موبيل، يونايتد واي في موبيل، أطباء من أجل حقوق الإنسان، ومجلس فتيات الكشافة بالجنوبيات.
وقد عينت من قبل وزيرة الصحة والخدمات البشرية السيدة دونا شالالا لتتولى مهام حركة تطوير المختبرات الطبية وأيضاً مجلس الدراسات العليا للتعليم الطبي، وهي أيضا عضو في «لجنة الخطوة 3.» في ألاباما، خدمت سابقا في منصب نائب الرئيس الحاكم لمجلس الشيوخ، وأيضا كعضو سابق في مجلس الحاكم اصلاح نظام الرعاية الصحية والأعمال المعنية بصحة الأطفال.
عملت كمستشار مدفوع الأجرلصالح برغر كينغ، تعاقدت على تقديم المشورة الغذائية على عروضهم.
تدمرت عيادة ريجينا في عام 2005 بسبب إعصار كاترينا. تدمرت أيضاً في عام 2006 بسبب حريق ناتج عن الألعاب النارية أثناء الاحتفال برأس السنة الجديدة، وكان ذلك قبل يوم واحد من الموعد المقرر لافتتاح العيادة. وقد تصدرت عناوين الصحف عندما أعادت بناء عيادتها للمرة الثانية.
في 10 مارس عام 2016، تم اعلان أن ريجينا ستتولى رئاسة قمة مؤسسة الكلى الوطنية هو CKD. مؤتمر القمة المقرر عقده في الخريف من عام 2016 وهو مكون من المؤسسة الوطنية للكلى الجديدة CKD وبرنامج متعدد السنوات يهدف إلى رفع كفاءة تشخيص مرض الفشل الكلوي (CKD) من تشخيص وعلاج لكي تتصدر التصدي للوقاية من هذا المرض في الولايات المتحدة. إضافة إلى الدكتورة ريجينا فقد شمل الحضور قائمة من المدعوين وأصحاب المصلحة، على سبيل المثال لا الحصر، أطباء بارزون دولياً، مجموعات كبيرة منظمات الرعاية الصحية، والخدمات المختبرية، خبراء التكنولوجيا وخبراء الصناعة، شركات التأمين الحكومية. يتمحور الاجتماع حول تطوير أساليب مبتكرة للتغلب على العقبات التي تحول دون التشخيص في الوقت المناسب لأمراض الكلى.  الهدف من الاجتماع هو توليد إستراتيجية واضحة ومتماسكة والتي من شأنها خلق خارطة طريق من أجل التغيير وأيضاً رفع الوعي الوطني لأمراض الكلى وخلق ثقافة الكشف المبكر أولوية.

### عيادة بايو لاباتري الريفية
ريجينا هي المؤسس والرئيس التنفيذي لعيادة بايو لاباتيري الريفية، ألاباما، وهي قرية صغيرة تقتات على صيد الجمبري على طول ساحل الخليج. تصدرت ريجينا صحف ريدرز دايجست التي أثنت على جهودها في إعادة بناء العيادة بعد إعصار كاترينا.

### جنرال جراح الولايات المتحدة

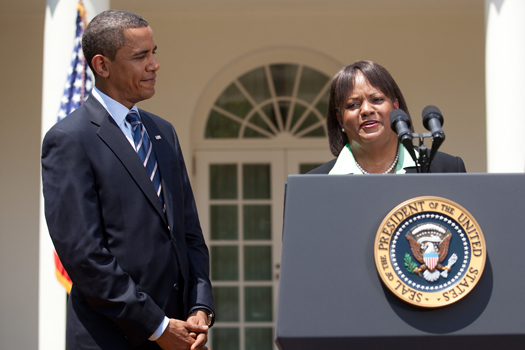
ريجينا تتقبل ترشيح الرئيس أوباما لها لمنصب جرال جراح الولايات المتحدة. يولو 2009

في 13 يوليو 2009، أعلن الرئيس باراك أوباما عن اختيار ريجينا لمنصب الجنرال الجراح للولايات المتحدة والمدير الطبي في القوات النظامية من الخدمات الصحية العامة. في 7 تشرين الأول، 2009، تمت الموافقة على ريجينا بالإجماع من قبل مجلس الشيوخ في الولايات المتحدة لجنة الصحة والتعليم والعمل والمعاشات التقاعدية. وكان بنيامين بالإجماع من قبل مجلس الشيوخ في الولايات المتحدة في 29 تشرين الأول، 2009.
بنيامين قبول الرئيس ترشيح واضحا عليها عدم الرضا الحالي نظام الرعاية الصحية، من حيث إمكانية الوصول وكذلك التكلفة. أيضا بقبولها الترشيح،  وصفت ريجينا تجاربها الشخصية السابقة ومعانات أسرتها مع الأمراض. وأشارت إلى وفاة شقيقها الذي توفي بفيروس نقص المناعة البشرية، وكذلك والدها الذي توفي من ارتفاع ضغط الدم ومرض السكري، والدتها التي توفيت من سرطان الرئة، ووصفت هذه الأمراض على أنها «أمراض يمكن الوقاية منها.»
في كانون الثاني / يناير 2010، صدر لها أول وثيقة بعنوان «الجراحة العامة رؤية صحية وتناسب الأمة». وسلطت الضوء على مشكلة الأمريكيين يعانون من زيادة الوزن والسمنة، وعرضت خطة الجهود الشعبية لتحقيق التغييرات التي تعزز الصحة والعافية للأسر والمجتمعات المحلية. استمر عملها في هذا المجال. برنامج واحد يشجع النساء من أصل أفريقي ليمارسوا الرياضة أكثر ولا يتجاهلوا التمارين الرياضية بالنادي خوفا من «لخبطة الشعر» وقامت بمنح جائزة قيمتها 5000 دولار للفائز ذو الشعر الصحي واللياقة البدنية.نوقش هذا بالتفصيل خلال مقابلة مع الإذاعة الوطنية العامة NPR. خلال هذه المقابلة، تم مناقشة العديد من البرامج الأخرى، بما في ذلك حملة ضد السمنة، و «مليون قلب» وحملة للوقاية من مليون نوبة قلبية في كل عام.
في أيلول / سبتمبر، 2012، قامت الجنرال الجراح ريجينا بإصدار «إستراتيجية 2012 الوطنية للوقاية من الانتحار، تقرير للولايات المتحدة من الجراح العام». هذا التقرير يناقش 13 هدفا و 60 غاية للحد من حالات الانتحار على مدى السنوات ال 10 المقبلة. في عام 2012، قام الجنرال الجراح ديفيد ساتشر بإطلاق أول إستراتيجية وطنية للوقاية من الانتحار.
استقالت ريجينا من منصب الجنرال الجراح للولايات المتحدة في يوليو عام 2013.

#### انتقادات
دعمها لتسهيل عمليات الإجهاض أصبح محطاً للجدل، حيث أن ريجينا كاثوليكية رومانية والكنيسة الكاثوليكية الرومانية تعارض مثل هذه الصلاحيات. ومع ذلك، فقد حصلت أيضاً على جائزة من البابا بنديكتوس السادس عشر. وأيضا  لها مقعد في مجلس جمعية الصحة الكاثوليكية و لها نشاط في الكنيسة المحلية.  لها عضوية في مجلس أمناء جمعية الصحة الكاثوليكية. تم أقرارها بواسطة لويد دين رئيس رئيس جمعية الصحة الكاثوليكية بالغرب، وهو أكبر مستشفى في كاليفورنيا، الذي أصدر بيانا قال فيه انه «مسرور» من قبل ترشيحها.
أثناء عملية التأكد، سعى النقاد إلى جعل وزن ريجينا الشخصي مصدرا للجدل.